# Парламентские выборы в Уганде (1962)
Парламентские выборы в протекторате Уганда проходили 25 апреля 1962 года в рамках приготовления к объявлению независимости от Великобритании. Выборы в Законодательный совет Уганды были проведены во всех частях Уганды за исключением Буганды, парламент которой вместо выборов назначил 21 депутата национального парламента, все из которых были чланами партии Кабака Екка. В результате победу одержал Народный конгресс Уганды, получивший 37 из 82 мест парламента и вошедший в коалицию с Кабака Екка.

## Результаты
| Партия                              | Голосов   | %    | Мест | +/−   |
| ----------------------------------- | --------- | ---- | ---- | ----- |
| Народный конгресс Уганды            | 545 324   | 51,8 | 37   | +2    |
| Демократическая партия              | 484 324   | 46,1 | 24   | −19   |
| Угандийский национальный конгресс   | 2 565     | 0,2  | 0    | −1    |
| Партия Батага Бусоги                | 2 375     | 0,2  | 0    | новая |
| Угандийский национальный союз       | 39        | 0,0  | 0    | новая |
| Независимые                         | 17 308    | 1,6  | 0    | −2    |
| Кабака Екка                         | −         | −    | 21   | новая |
| Всего                               | 1 052 544 | 100  | 82   | 0     |
| Зарегистрированных избирателей/Явка | 1 553 233 | 67,7 | −    | −     |
| Источник: Nohlen et al.             |           |      |      |       |